# Inti Raymi
Inti Raymi (en quítxua ‘festa del Sol’) era una antiga cerimònia religiosa andina en honor de l'Inti (el déu sol), que es realitzava cada solstici d'hivern als Andes.

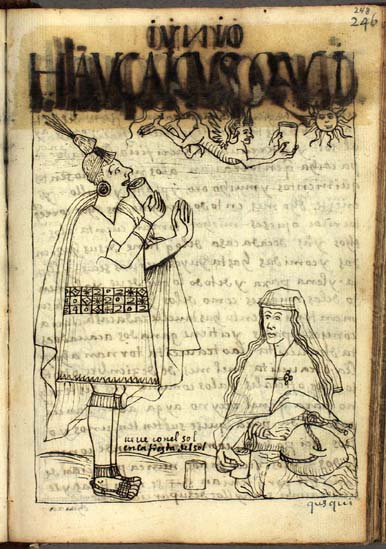
Inti Raymi, festivitat de l'Haucaycuzqui, setè mes del calendari inca, segons el cronista peruà Guamán Poma (1565-1644).

 Durant l'època dels inques, l'Inti Raymi era el més important dels quatre festivals celebrats al Cusco, segons relata l’Inca Garcilaso de la Vega (1539-1616), i indicava la meitat de l'any així com l'origen mític de l’Inca. Durava 15 dies, en els quals hi havia balls i sacrificis. L'últim Inti Raymi amb la presència de l'emperador inca va ser realitzat en 1535.
El 1572 el virrei Francisco de Toledo (1515-1584) la va prohibir per considerar-la una cerimònia pagana i contrària a la fe catòlica. Es va continuar realitzant de manera clandestina. El 1944, Faustino Espinoza Navarro va efectuar una reconstrucció històrica de l'Inti Raymi.
La reconstrucció es basa en la crònica de Garcilaso de la Vega i només es refereix a la cerimònia religiosa. Des d'aquesta data, la cerimònia torna a ser un esdeveniment públic i de gran atractiu turístic.
Tot i que avui coneixem aquesta celebració amb el seu nom quítxua d'Inti Raymi, en realitat es tracta d'una festivitat comuna a molts pobles prehispànics dels Andes, i que segurament se celebrava molt abans de l'Imperi Inca.
L'Inti Raymi encara se celebra com a ritu sincrètic en moltes comunitats andines. Al carreró interandí septentrional de l'Equador, per exemple, el conjunt de festivitats relacionades abasta tot el mes de juny i part de juliol, tenint cada ciutat els seus propis ritus i costums, i arribant a paralitzar-se la vida quotidiana com a efecte de les celebracions, que ocupen els carrers nit i dia.

## Història
A l'època dels inques, aquesta cerimònia es realitzava a la plaça Aucaypata (avui Plaça d'Armes de Cusco), amb l'assistència de la totalitat de la població de l'urbs, potser unes cent mil persones. Amb l'arribada dels espanyols, va ser suprimida.
En el solstici d'hivern té lloc el dia més curt i la nit més llarga de l'any.
Durant l'època inca, aquest fet revestia fonamental importància, ja que era el punt de partida del nou any, que s'associava amb els orígens de la pròpia ètnia inca. Garcilaso de la Vega diu que era aquesta la principal festa i a ella es presentaven «els curacas, senyors de vassalls, de tot l'imperi […] amb les seves millors gales i invencions que hi podia haver».
La preparació era estricta, ja que en els previs «tres dies no menjaven sinó una mica de blat de moro blanc, cru, i unes quantes herbes anomenades chúcam i aigua. En tot aquest temps no encenien foc a tota la ciutat i s'abstenien de dormir amb les seves dones». Per a la mateixa cerimònia, les verges del Sol preparaven uns panets de blat de moro.
Aquell dia, el sobirà i els seus parents esperaven descalços la sortida del Sol a la plaça. Posats a la gatzoneta («que per aquests indis és tant com posar-se de genolls», aclareix el cronista), amb els braços oberts i fent petons a l'aire, rebien l'astre rei. Llavors l'inca, amb dos vasos d'or, brindava la chicha: del got que mantenia a la mà esquerra bevien els seus parents; el de la dreta era vessat i abocat en una tina d'or.
Després tots anaven al Coricancha i adoraven al Sol. Els curacas lliuraven les ofrenes que havien portat de les seves terres i després el seguici tornava a la plaça, on es realitzava el massiu sacrifici del bestiar davant del foc nou que s'encenia utilitzant com a mirall el braçalet d'or del sacerdot principal.
La carn dels animals era repartida entre tots els presents, així com una gran quantitat de chicha, amb la que els festeigs continuaven durant els següents dies; els cusquenyos indígenes solen narrar que un 24 de juny quan l'Inti sol estigui llest i mostri els seus primers rajos, una de les verges d'algun lloc del Tahuantinsuyo, la sang de la qual és noble, donarà a llum el nou sobirà inca, amb ell tornaran els dies de glòria del seu poble, aquesta mítica llegenda no deixa de ser una esperança per als pobladors indígenes del Cusco Perú

## Representació contemporània

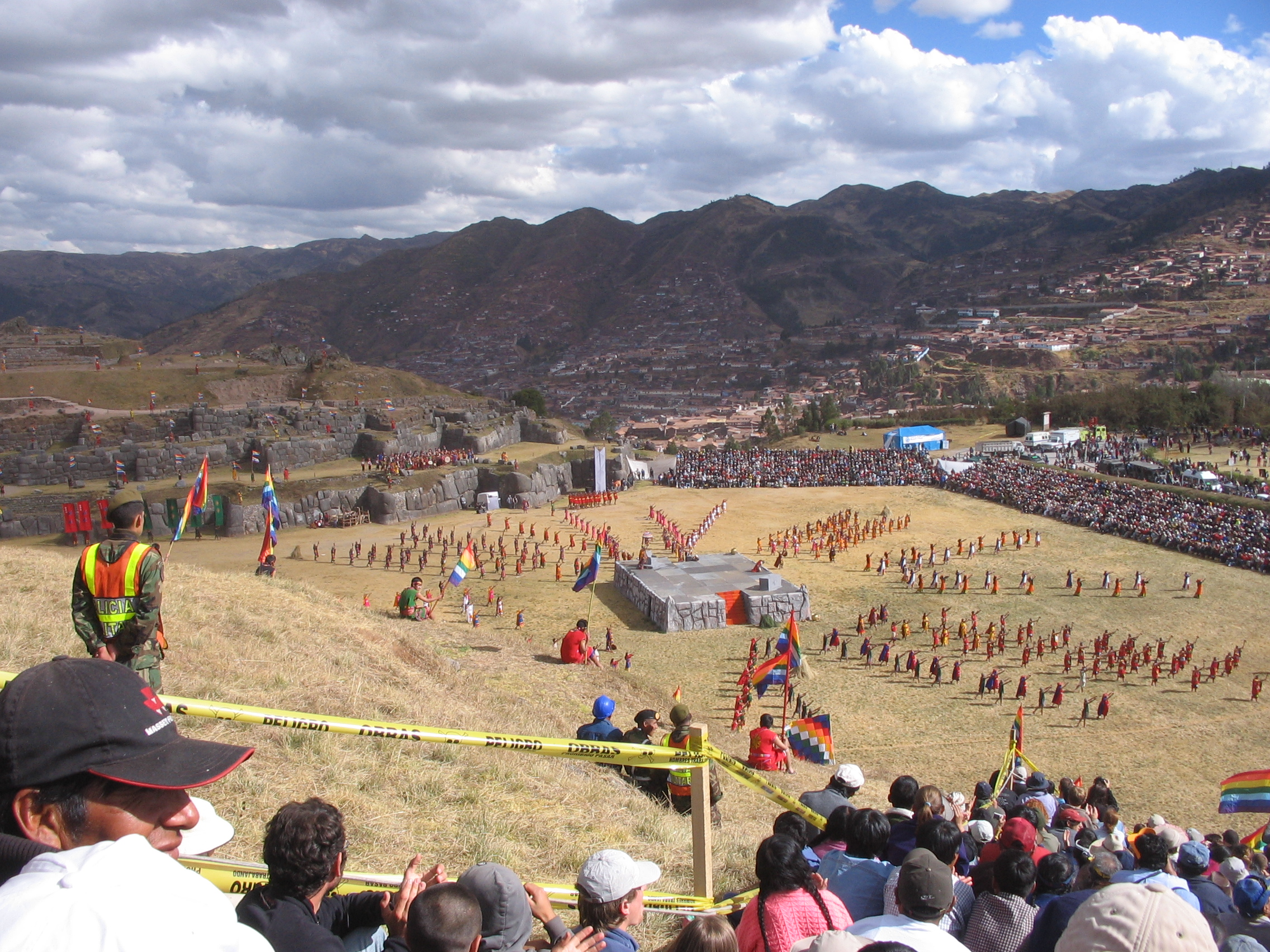
Inti Raymi a Cusco

En el Cusco d'avui, l'Inti Raymi, com no podia ser de cap altra manera, té un caràcter diferent, d'espectacle dirigit tant als turistes com als propis cusquenys, per a qui és un punt de referència de la seva consciència local. Per això concita tant entusiasme i participació massiva.
La representació, en la qual intervenen milers de persones, comença davant el Coricancha, on un inca (rei) fictici realitza una invocació al Sol. Els espectadors, entretant, esperen a l'esplanada de Sacsayhuamán, on el seguici es desplaça tot seguit. Entra a l'escenari portant l'Inca a la seva llitera per grups que representen els pobladors dels quatre seus. Després es procedeix al sacrifici d'una Alpaca i l'Inca invoca el seu pare el Sol.
La nova versió de l'Inti Raymi neix per iniciativa d'Humberto Vidal Unda. El guió de la representació el va escriure en quítxua Faustino Espinoza Navarro, que durant molts anys també va representar el paper d'Inca. Els participants prenen molt seriosament el seu paper i l'espectacle és un malbaratament de colorit, música i danses.
Amb gairebé seixanta anys d'existència, el nou Inti Raymi és ara part inseparable de la vida del Cusco. No solament és l'acte central del mes a la ciutat, sinó que la seva fama ha transcendit les fronteres peruanes i també dins d'elles, ha estat l'exemple per a altres festivals de la identitat nacional, com el Sóndor Raymi.

### Inti Raymi a la Huaca de Chena
La posta del sol del solstici d'hivern té lloc en un punt "clau" des de l'ushnu de la Huaca de Chena: la intersecció de l'horitzó més proper (Turó Chena) i del més llunyà (serralada de la Costa). A més, en aquesta direcció precisa es troba la cimera del turó més alt (1.166 m) que culmina el sud de la costa Zapata Aquest detall podria no ser una coincidència, sinó un requisit topogràfic important, a causa de l'associació coneguda dels turons alts amb el culte a l'aigua en diverses cultures.
Durante la celebració de l’Inti Raymi de 2006 a la Huaca, el jove arqueòleg i andinista Ricardo Moyano, va observar la sortida del sol i va reconèixer la depressió en el turons on surt el sol, com el lloc anomenat Portezuelo del Inca. Fins a aquell moment aquest nom no tenia explicació. A partir d'aquesta observació, segons l'opinió de Stehberg, podria tractar-se de la primera línia de ceques trobada a Santiago. A Cusco, els ceques consistien en línies imaginàries que partien des del Coricancha i es dirigien cap a cada huaca, conformant un total de 328 huaques. Complien funcions d'ordre polític, social i religiós. El Coricancha era el principal temple de la cultura inca. A trenc d'alba de l'equinocci, el sol travessa la porta del recinte orient i creua el passadís. Cap al tard realitza el camí invers. La diagonal del passadís d'accés assenyala la línia Nord - Sud. Mitjançant aquest senzill mètode, i fent servir fang i pedres com materials de construcció, els astrònoms inques aconseguien observacions de gran precisió.